# (21177) 1994 CC17
A (21177) 1994 CC17 a Naprendszer kisbolygóövében található aszteroida. Eric Walter Elst fedezte fel 1994. február 8-án.